# 1392 Pierre
Pierre (asteróide 1392) é um asteróide da cintura principal com um diâmetro de 26,44 quilómetros, a 2,0800311 UA. Possui uma excentricidade de 0,2023016 e um período orbital de 1 537,96 dias (4,21 anos).
Pierre tem uma velocidade orbital média de 18,44493761 km/s e uma inclinação de 12,2605º.
Esse asteróide foi descoberto em 16 de Março de 1936 por Louis Boyer.